# Friedrich Wilhelm von Benecke
Friedrich Wilhelm von Benecke (auch: Benicke, Bennicke, * 19. April 1752 in Berlin; † 3. April 1793 in Aurich) war preußischer Regierungspräsident in Aurich.
Sein Vater war der preußische Oberst im Infanterieregiment No. 23 und Träger des Pour le Merite  Adam Friedrich von Benicke († 9. November 1760). Dieser starb an seiner Verwundung in der Schlacht bei Torgau. Da er seinen Sohn mittellos hinterließ gewährte Friedrich II. diesem eine Pension von 100 Talern.
Benecke studierte in Frankfurt an der Oder und wurde anschließend Referendar am preußischen Hof- und Kammergericht in Berlin. Eine Stellung die seiner Zeit unbezahlt war und so lebte er weiter von seiner Pension. Seine Ausbilder stellten ihm 1776 anlässlich seiner Zulassung zum Großen Examen sehr gute Zeugnisse aus. Nach bestandenem Examen war Benecke für fast drei Jahre als unbesoldeter Kammergerichtsassessor beim Ersten Senat und im Kriminalsenat tätig. Er schrieb mehrere Bittgesuche für eine permanente Stellung und wurde am 20. Februar 1780 Nachfolger des verstorbenen Kammergerichtsrates Johann George Haag (1709–1779).
Als der Regierungspräsident von Derschau in den Ruhestand verabschiedet wurde Benecke heiratete am 28. Mai 1787 Maria Friederike von Colomb (* 27. Juni 1766; † 11. August 1842), eine Tochter des Finanzrates Peter Colomb (1719–1797). Die Ehe blieb kinderlos, die Witwe heiratete später den Finanzrat Karl Geisler (* 9. April 1760; † 22. Dezember 1806).